# Ferrowodginita
La ferrowodginita és un mineral de la classe dels òxids, que pertany al grup de la wodginita. Rep el nom pel seu contingut en ferro i per la seva relació amb la wodginita.

## Característiques
La ferrowodginita és un òxid de fórmula química Fe²⁺Sn⁴⁺Ta₂O₈. Cristal·litza en el sistema monoclínic. La seva duresa a l'escala de Mohs és 5,5.
Segons la classificació de Nickel-Strunz, la ferrowodginita pertany a «04.DB - Metall:Oxigen = 1:2 i similars, amb cations de mida mitjana; cadenes que comparteixen costats d'octàedres» juntament amb els següents minerals: argutita, cassiterita, plattnerita, pirolusita, rútil, tripuhyita, tugarinovita, varlamoffita, byströmita, tapiolita-(Fe), tapiolita-(Mn), ordoñezita, akhtenskita, nsutita, paramontroseïta, ramsdel·lita, scrutinyita, ishikawaïta, ixiolita, samarskita-(Y), srilankita, itriocolumbita-(Y), calciosamarskita, samarskita-(Yb), ferberita, hübnerita, sanmartinita, krasnoselskita, heftetjernita, huanzalaïta, columbita-(Fe), tantalita-(Fe), columbita-(Mn), tantalita-(Mn), columbita-(Mg), qitianlingita, magnocolumbita, tantalita-(Mg), litiotantita, litiowodginita, titanowodginita, wodginita, ferrotitanowodginita, wolframowodginita, tivanita, carmichaelita, alumotantita i biehlita.

## Formació i jaciments
Va ser descoberta a les darreries del segle XX a les pegmatites de Sukula, a la localitat de Tammela, a Finlàndia del Sud (Finlàndia). A banda del país escandinau, també ha estat trobada a Polònia, Itàlia, Eslovàquia, l'Argentina, el Brasil, Canadà, Uganda i el Pakistan.